# Paso del Sapo
Paso del Sapo est une localité argentine située dans le département de Languiñeo, dans la province de Chubut.

## Démographie
La localité compte 472 habitants (Indec, 2010), ce qui représente une augmentation de 23 % par rapport au dernier recensement de 2001 qui comptait 384 habitants. La population se compose de 238 hommes et 234 femmes, soit un ratio hommes/femmes de 101,71 %. Dans le même temps, le nombre de logements est passé à 193.

## Patrimoine
C'est près de la localité de Paso del Sapo qu'a été collecté le premier spécimen formellement identifié d'Aristonectes, un genre éteint de grands plésiosaures ; ce spécimen, daté du Maastrichtien, a été envoyé en 1940 au musée d'histoire naturelle de La Plata.